# Municipio de Elk Park
El municipio de Elk Park (en inglés: Elk Park Township) es un municipio ubicado en el  condado de Avery en el estado estadounidense de Carolina del Norte. En el año 2010 tenía una población de 1.227 habitantes.

## Geografía
El municipio de Elk Park se encuentra ubicado en las coordenadas 36°10′41.34″N 81°58′49.37″O / 36.1781500, -81.9803806.